# Nyschni Petriwzi
Nyschni Petriwzi (ukrainisch Нижні Петрівці; russisch Нижние Петровцы Nischnije Petrowzy, rumänisch Pătrăuții de Jos, deutsch (bis 1918) Unterpetroutz) ist ein Dorf im Süden der ukrainischen Oblast Tscherniwzi mit etwa 3000 Einwohnern (2006).

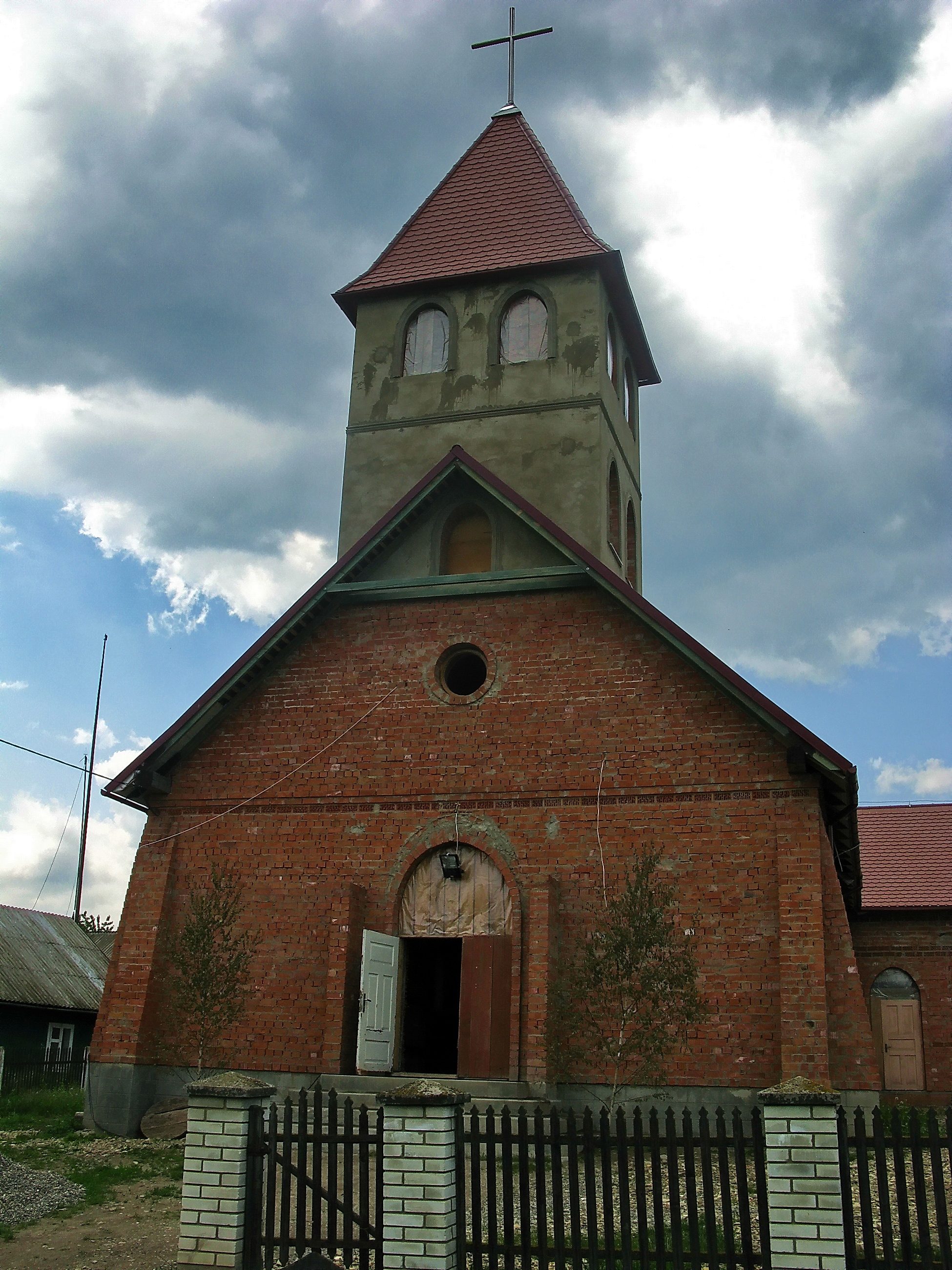
Kirche in Nyschni Petriwzi

Das erstmals am 11. Juli 1610 in historischen Dokumenten erwähnte Dorf liegt auf 412 m Höhe am Ufer des Flusses Seretel (Серетель), der über den Malyj Seret (Малий Серет) in den Sereth abfließt, gegenüber dem Dorf Werchni Petriwzi. Nyschni Petriwzi liegt im Rajon Tscherniwzi 24 km südlich vom Rajonzentrum Storoschynez nahe der Grenze zu Rumänien.
Am Dorf entlang verläuft die Territorialstraße T–26–34 und die Bahnstrecke Hlyboka–Berehomet, an der das Dorf eine Bahnstation besitzt.
Am 12. Juni 2020 wurde das Dorf ein Teil neu gegründeten Landgemeinde Petriwzi im Rajon Storoschynez, bis dahin bildete es zusammen mit im Süden angrenzenden dem Dorf Arschyzja (Аршиця) die Landratsgemeinde Nyschni Petriwzi (Нижньопетровецька сільська рада/Nyschnjopetrowezka silska rada) im Süden des Rajons Storoschynez.
Seit dem 17. Juli 2020 ist der Ort ein Teil des Rajons Tscherniwzi.